# كلارنس كولب
كلارنس كولب (بالإنجليزية: Clarence Kolb)‏ هو ممثل أمريكي، ولد في 31 يوليو 1874 بكليفلاند في الولايات المتحدة، وتوفي في 25 نوفمبر 1964 بهوليوود في الولايات المتحدة بسبب سكتة.

## أعمال

### أفلام
- (1940) فتاة الجمعة[1]
- (1941) زهور وسط الغبار

## وصلات خارجية
- كلارنس كولب على موقع IMDb (الإنجليزية)
- كلارنس كولب على موقع ألو سيني (الفرنسية)
- كلارنس كولب على موقع أول موفي (الإنجليزية)
- كلارنس كولب على موقع قاعدة بيانات الأفلام السويدية (السويدية)
- كلارنس كولب على موقع قاعدة بيانات الفيلم (الإنجليزية)
- كلارنس كولب على موقع كينوبويسك (الروسية)